# Konstandinos Paparrigopulos
Konstantinos Paparrigopulos (o Paparrighopulos, in greco Κωνσταντίνος Παπαρρηγόπουλος?) (Costantinopoli, 1815 – Atene, 14 aprile 1891) è stato uno storico greco, considerato il fondatore della moderna storiografia greca, conosciuto per gli originali contributi dati alla storia greca, a quella bizantina e ad altri campi degli studi greci.
Nella sua opera in più volumi, Ιστορία του ελληνικού έθνους: Από αρχαιοτάτων χρόνων μέχρι σήμερα (Storia del popolo greco: dai tempi antichi fino ai giorni nostri), analizzò la storia nazionale tracciandone lo sviluppo continuo, dall'antichità fino alla contemporaneità, secondo la suddivisione tripartita - Grecia antica, Grecia medievale, Grecia moderna - che egli osservò nel suo insegnamento all'Università di Atene.
L'affermazione dell'unitarietà e del continuum nello sviluppo storico greco, che fornirà le basi per la formazione della moderna identità nazionale, passava attraverso la riconsiderazione del retaggio bizantino: precedentemente considerato come una degenerazione dell'antichità, l'impero di Bisanzio conobbe grazie a lui una sostanziale rivalutazione.

## Opere principali

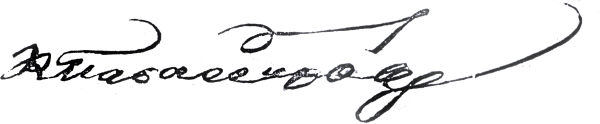

Tutte le sue opere principali sono in greco:
- Sulle migrazioni delle tribù slave in Peloponneso, 1843
- L'ultimo anno dell'indipendenza greca, 1844
- Elementi di storia generale, 1845
- Storia generale, 2 volumi, 1849
- Lezione inaugurale, 1855
- Storia del popolo greco: dai tempi antichi fino ai giorni nostri, 6 volumi, 1860-1877